# Cambarus tenebrosus
Cambarus tenebrosus är en kräftdjursart som beskrevs av Hay 1902. Cambarus tenebrosus ingår i släktet Cambarus och familjen Cambaridae. IUCN kategoriserar arten globalt som livskraftig. Inga underarter finns listade i Catalogue of Life.